# Макінтош (Міннесота)
Макінтош (англ. McIntosh) — місто (англ. city) в США, в окрузі Полк штату Міннесота. Населення — 606 осіб (2020).

## Географія
Макінтош розташований за координатами 47°38′15″ пн. ш. 95°53′13″ зх. д. / 47.63750° пн. ш. 95.88694° зх. д. (47.637371, -95.887010).  За даними Бюро перепису населення США в 2010 році місто мало площу 2,59 км², з яких 2,57 км² — суходіл та 0,02 км² — водойми.

## Демографія
Згідно з переписом 2010 року, у місті мешкало 625 осіб у 285 домогосподарствах у складі 155 родин. Густота населення становила 241 особа/км².  Було 311 помешкання (120/км²).
Расовий склад населення:
| - 95,8 % — білих - 1,3 % — корінних американців - 0,2 % — вихідців з тихоокеанських островів - 0,2 % — азіатів |

До двох чи більше рас належало 2,6 %. Частка іспаномовних становила 1,8 % від усіх жителів.
За віковим діапазоном населення розподілялося таким чином: 18,2 % — особи молодші 18 років, 53,0 % — особи у віці 18—64 років, 28,8 % — особи у віці 65 років та старші. Медіана віку мешканця становила 48,4 року. На 100 осіб жіночої статі у місті припадало 92,3 чоловіків;  на 100 жінок у віці від 18 років та старших — 91,4 чоловіків також старших 18 років.
Середній дохід на одне домашнє господарство  становив 43 112 долари США (медіана — 29 737), а середній дохід на одну сім'ю — 56 823 долари (медіана — 40 417). Медіана доходів становила 35 417 доларів для чоловіків та 30 625 доларів для жінок. За межею бідності перебувало 23,7 % осіб, у тому числі 38,3 % дітей у віці до 18 років та 10,9 % осіб у віці 65 років та старших.
Цивільне працевлаштоване населення становило 221 осіб. Основні галузі зайнятості: освіта, охорона здоров'я та соціальна допомога — 36,2 %, роздрібна торгівля — 14,5 %, науковці, спеціалісти, менеджери — 10,4 %, виробництво — 8,6 %.